# 伊木正二
伊木 正二（いき しょうじ、1913年4月6日 - 2010年12月3日）は、日本の鉱山学者（工学博士）。

## 来歴
東京府出身。
1936年（昭和11年）に東京帝国大学工学部鉱山及冶金学科を卒業後、三菱鉱業（現・三菱マテリアル）に就職。
1941年（昭和16年）に東京帝国大学助教授となり、1954年（昭和29年）には東京大学教授に昇任。
1974年（昭和49年）4月に定年退官、東京大学名誉教授の称号を授与された。
石炭鉱山における安全工学が専門分野。中でも坑内温度・坑内粉塵制御用の通気管理技術の研究に携わった。
昭和30年以降の石炭産業関連の重大災害時には、政府の依頼で災害調査団長としての任務を数々遂行した。
なお、功績を称えて、「伊木賞」（功績賞と奨励賞）という賞が設立（平成9年3月14日）されている。

## バレーボール
旧制第八高等学校在校中および東京帝国大学在学中は、9人制バレーボールの選手（ポジションはバックセンター）。1958年（昭和33年）4月から1969年3月までは、東京大学運動会バレーボール部部長を務めた。
1978年7月19日、日本バレーボール協会の第4代会長に選出され、1989年まで会長を務めた。

## 主な役職
- 日本鉱業会会長[4]
- 日本工学会会長 （1984年 - 1987年）[4][6]
- 石炭技術研究所顧問[4]
- NEDO 石炭鉱業管理委員[4]
- 全国炭鉱技術会会長[4]
- 日本バレーボール協会会長（1978年 - 1989年）[2]
- 全日本大学バレーボール連盟名誉顧問[7]

## 賞詞
- 1971年（昭和46年） 内閣総理大臣表彰[4]
- 1975年（昭和50年）
  - 石炭の自然発火に関する論文賞（日本鉱業会）[4]
  - 燃料協会賞（燃料協会）[4]
  - 藍綬褒章[4]
- 1986年（昭和61年） 勲二等瑞宝章[3]

## 著書
- 石炭が採掘されるまで（1948年、公論社）
- 鉱山炭鉱保安実用便覧（1963年、産業図書）
- 最新鉱山保安技術テキスト（1962-1964年、白亜書房）